# Cray X1

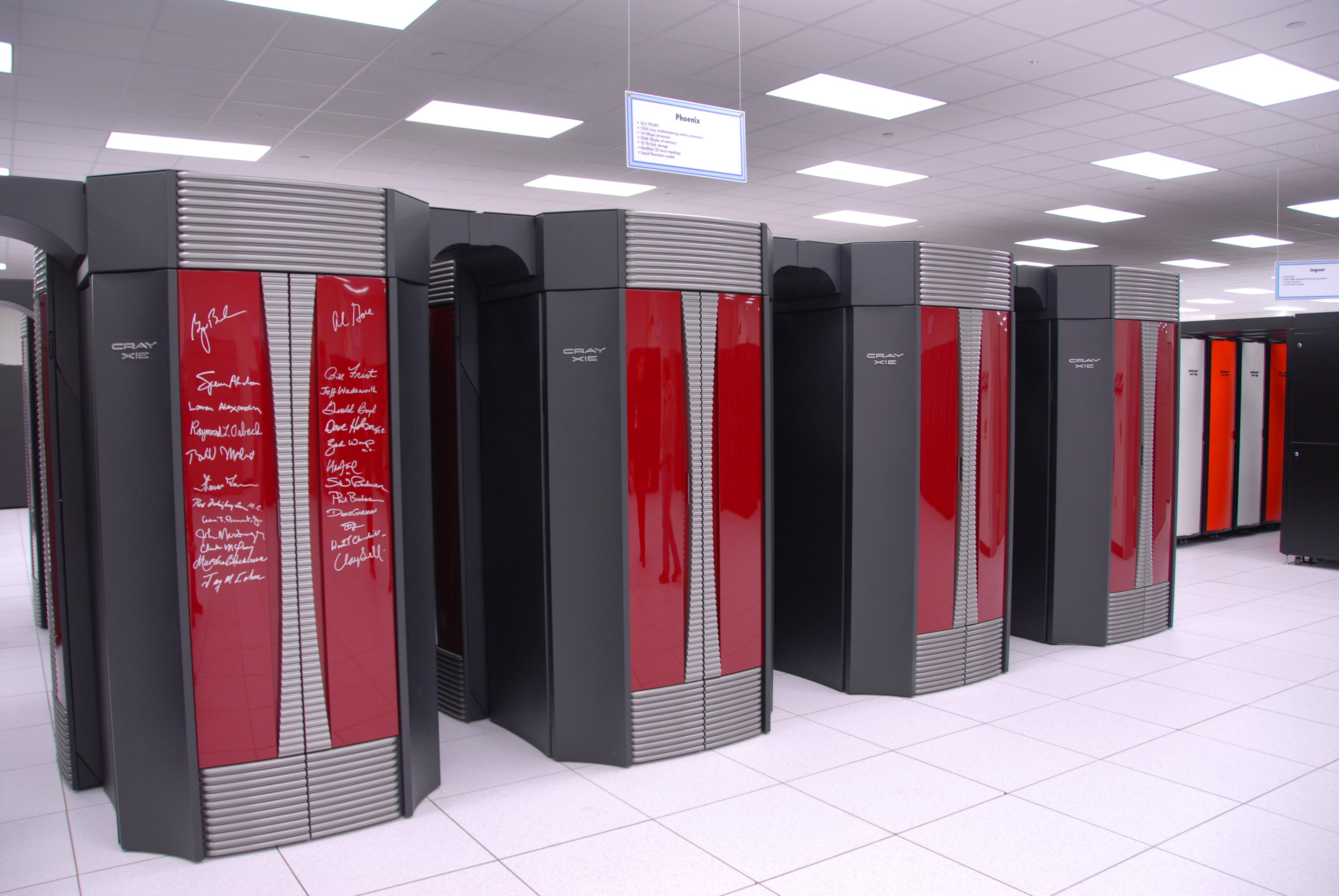
Un supercomputador Cray X1E en el Oak Ridge National Laboratory.

El Cray X1 es un supercomputador de procesador escalar y memoria de acceso no uniforme fabricado y vendido por Cray Inc. desde el año 2003. El X1 es a menudo descripto como la unificación de las arquitecturas Cray T90, Cray SV1 y Cray T3E en una sola máquina. El X1 comparte los procesadores de múltiple flujo, cachés vectoriales y diseño CMOS del SV1, el diseño de memoria distribuida altamente escalable del T3E, y el ancho de banda de la memoria y la refrigeración líquida del T90.
El X1 usa un ciclo de reloj de 1,2 ns (800 MHz) y ocho líneas anchas de ejecución vectorial en modo MSP, ofreciendo un rendimiento pico de 12,8 gigaflops por procesador. Los modelos enfriados por aire están disponibles con hasta 64 procesadores. Los sistemas enfriados por líquido se pueden escalar hasta un máximo teórico de 4096 procesadores, comprendiendo 1024 nodos de memoria compartida conectados en una red toroidal de dos dimensiones, en 32 marcos. Tal sistema proporcionaría un velocidad pico de 50 teraflops. El sistema X1 más grande no clasificado esta en el Oak Ridge National Laboratory con 512 procesadores, aunque ha sido actualizado a un sistema X1E.
El X1 puede ser programado tanto con el ampliamente usado software de paso de mensajes como el MPI y el PVM, o con lenguajes de memoria compartida como el lenguaje de programación Unified Parallel C o el Co-array Fortran. El X1 corre el sistema operativo llamado UNICOS/mp el cual comparte más cosas con el sistema operativo SGI IRIX que con el UNICOS encontrado en las anteriores generaciones de las máquinas Cray.
En el 2005, Cray lanzó la actualización X1E, la cual usa procesadores de doble núcleo, permitiendo colocar dos nodos de cuatro procesadores en una placa de nodo. Los procesadores también fueron actualizado a la velocidad de 1150 MHz. Esta actualización permite triplicar el rendimiento por placa, pero reduce la memoria por procesador y el ancho de banda de interconexión. Placa X1 y X1E pueden combinarse en el mismo sistema.
El X1 es notable porque su desarrollo ha sido parcialmente financiado por la National Security Agency (Agencia Nacional de Seguridad) del gobierno de Estados Unidos (bajo el nombre código de 
SV2).
El X1 no es un producto financieramente exitoso y parece dudoso que éste o su sucesor se haya desarrollado sin este apoyo.